# Teodosi I d'Alexandria
|  | Per a altres significats, vegeu «Teodosi». |

Teodosi I d'Alexandria (Egipte, segle vi - Alt Egipte, 5 de juny de 567) va ser el darrer patriarca d'Alexandria reconegut tant per l'Església Ortodoxa Copta com per l'Església Ortodoxa Grega d'Alexandria. És venerat com a sant per l'Església Ortodoxa Copta.
Va ser successor del papa Timoteu III i inicialment tant l'emperador Justinià I com l'Església Ortodoxa Oriental el van reconèixer en el seu càrrec. Tanmateix, a causa de les seves doctrines miafisites, el va rebutjar l'Església Ortodoxa Oriental d'Alexandria i l'any 536 Justinià el va exiliar. En lloc seu, va ser patriarca Pau d'Alexandria.
Els coptes, però, van continuar reconeixent Timoteu com a patriarca. En tot cas, va ser l'últim patriarca comú de coptes i melquites, dividits des de llavors en dues esglésies, fins a l'actualitat.
Teodosi va passar els 28 anys restants de la seva vida empresonat a l'Alt Egipte. En morir, l'Església Copta va elegir Pere IV com a successor.
Es venera, segons el sinaxari copte el 28 de ba'unah, corresponent al 5 de juliol del calendari gregorià, dia de la seva mort.